# Amomum gagnepainii
Amomum gagnepainii är en enhjärtbladig växtart som beskrevs av T.L.Wu, K.Larsen och Nicholas J. Turland. Amomum gagnepainii ingår i släktet Amomum och familjen Zingiberaceae. IUCN kategoriserar arten globalt som otillräckligt studerad. Inga underarter finns listade i Catalogue of Life.